# هانا مارشال
هانا مارشال (بالإنجليزية: Hannah Marshall)‏ هي فنانة ومصممة أزياء بريطانية، ولدت في 6 يوليو 1982.

## وصلات خارجية
- الموقع الرسمي